# العلاقات الهندية السيراليونية
العلاقات الهندية السيراليونية هي العلاقات الثنائية التي تجمع بين الهند وسيراليون.

## مقارنة بين البلدين
هذه مقارنة عامة ومرجعية للدولتين:
| وجه المقارنة                                              | الهند                       | سيراليون       |
| --------------------------------------------------------- | --------------------------- | -------------- |
| المساحة (كم2)                                             | 3.29 مليون                  | 71.74 ألف      |
| عدد السكان (نسمة)                                         | 1.35 مليار                  | 7.56 مليون     |
| الكثافة السكانية (ن./كم²)                                 | 410.33                      | 105.38         |
| العاصمة                                                   | نيودلهي                     | فريتاون        |
| اللغة الرسمية                                             | اللغة الهندية، لغة إنجليزية | لغة إنجليزية   |
| العملة                                                    | روبية هندية                 | ليون سيراليوني |
| الناتج المحلي الإجمالي (بليون دولار)                      | 2.60 تريليون                | 3.77 مليار     |
| الناتج المحلي الإجمالي (تعادل القوة الشرائية) بليون دولار | 8.00 تريليون                | 10.13 مليار    |
| الناتج المحلي الإجمالي الاسمي للفرد دولار أمريكي          | 1.60 ألف                    | 653            |
| الناتج المحلي الإجمالي للفرد دولار أمريكي                 | 5.70 ألف                    | 1.97 ألف       |
| مؤشر التنمية البشرية                                      | 0.609                       | 0.413          |
| رمز المكالمات الدولي                                      | +91                         | +232           |
| رمز الإنترنت                                              | .in، .भारत ‏، .بھارت ‏،        | .sl            |
| المنطقة الزمنية                                           | ت ع م+05:30، توقيت الهند    | 00             |

## منظمات دولية مشتركة
يشترك البلدان في عضوية مجموعة من المنظمات الدولية، منها:
| علم المنظمة | اسم المنظمة                        | تاريخ انضمام الهند | تاريخ انضمام سيراليون |
| ----------- | ---------------------------------- | ------------------ | --------------------- |
|             | مؤسسة التنمية الدولية              | 24 سبتمبر 1960     | 13 نوفمبر 1962        |
|             | البنك الإفريقي للتنمية             | ?                  | ?                     |
|             | يونسكو                             | 4 نوفمبر 1946      | 28 مارس 1962          |
|             | مؤسسة التمويل الدولية              | 20 يوليو 1956      | 10 سبتمبر 1962        |
|             | منظمة حظر الأسلحة الكيميائية       | ?                  | ?                     |
|             | الأمم المتحدة                      | 30 أكتوبر 1945     | 27 سبتمبر 1961        |
|             | الاتحاد الدولي للاتصالات           | 1869               | 30 ديسمبر 1961        |
|             | منظمة الشرطة الجنائية الدولية      | ?                  | ?                     |
|             | البنك الدولي للإنشاء والتعمير      | 27 ديسمبر 1945     | 10 سبتمبر 1962        |
|             | الاتحاد البريدي العالمي            | ?                  | ?                     |
|             | وكالة ضمان الاستثمار متعدد الأطراف | 6 يناير 1994       | 20 يونيو 1996         |
|             | منظمة التجارة العالمية             | 1995               | ?                     |
|             | دول الكومنولث                      | 15 أغسطس 1947      | 1961                  |

## وصلات خارجية
- موقع وزارة الخارجية الهندية